# سدريك سي محمد
بدأ سيدريك سي محمد مشواره الكروي في فرنسا التي ولده فيها عام 1985 حيث التحق بنادي جويجنون المتواضع موسم 2003-2004 قبل أن ينتقل بين عدة أندية كلاعب هاو في السنوات الأربع التالية. وفي 2009، قرّر سي محمد الانتقال إلى موطن والديه الجزائر حيث وقّع عقداً احترافياً لنادي شبيبة بجاية الذي أمضى معه أربعة مواسم قبل أن ينضم العام الماضي إلى النادي الرياضي القسنطيني.
استدعي حارس المرمى ذو التاسعة والعشرين من العمر، الذي يمتاز بقدرته على صد ركلات الترجيح، للانضمام إلى معسكر المنتخب الجزائري للمرة الأولى في 2009 تحضيراً لتصفيات كأس الأمم الأفريقية 2011 قبل أن يخوض مباراته الرسمية الأولى مع الخضر في 2010 بمباراة ودية أمام النيجر.
وساهم الأداء المميز الذي قدّمه سيدريك إلى ضمه لتشكيلة المنتخب الجزائري المحلي الذي وصل إلى المركز الرابع في كأس الأمم الأفريقية للاعبين المحليين عام 2011 بينما كان أيضاً ضمن تشكيلة منتخب الجزائر التي شاركت في كأس الأمم الأفريقية 2013 على الرغم من أنه جلس على مقاعد الاحتياط نظراً لوجود الحارس الأساسي رايس مبولحي الذي شارك في المباريات الثلاث لمنتخب بلاده.
وبالنظر إلى خبرة مبولحي الكبيرة ومساهمة محمد أمين زماموش في تأهل الخضر إلى العرس العالمي، من المتوقع أن يكون سي محمد الحارس الثالث في المنتخب الجزائري في البرازيل 2014 على الرغم من المستويات الجيدة التي قدمها مع فريقه في الدوري المحلي.